# Petr z Tripolisu
Svatý Petr z Tripolisu byl v 18. století křesťanský mučedník.
Podle mála informací, které jsou o něm známy, víme, že pocházel z řeckého města Tripolis. Odešel do Malé Asie asi kvůli Orlovské vzpouře. V městě Ödemiş byl z neznámých důvodů zatčen Turky, poté obviněn kvůli své křesťanské víře a nucen konvertovat k islámu. On však zůstal v křesťanské víře a byl sťat mečem. To se stalo roku 1776.
Pravoslavná církev ho uctívá jako svatého. Je označován za novomučedníka. Jeho svátek se slaví 1. ledna.